# 三浦村 (愛媛県)
三浦村（みうらむら）は、1955年（昭和30年）まで愛媛県の南予地方の北宇和郡にあった村である。
蒋淵半島（三浦半島）の基部東岸の農漁村であった。宇和島市に編入し、現在に至っている。

## 地理
宇和島市の西部、蒋淵半島の基部東岸。北は宇和海に面し、東は海岸線に沿って宇和島市と、天神坂を境に来村に、南は標高300m級の山々を坂として津島町（一足先に合併により成立）に、西は下波村および遊子村に接する。宇和島市街中心部から約15キロ。
湾内は奥深く入り込んでいることもあって波静かで、近辺の村と比較すると、背後の山が緩やかなこともあって、中腹近くまで農地として利用されている。
川
- 豊浦川

村名の由来
戦国時代には既に名が見える。ただし、三浦半島（蒋淵半島）基部全域の総称であるとみられている。

## 歴史
藩政期
- 宇和島藩に属す。田中家が庄屋として当地を治めた。

明治以降
- はじめ宇和郡に属す。
- 明治11年 - 北宇和郡に属す。
- 明治22年 - 町村制施行時に、三浦村が成立。
- 1894年（明治27年） - 役場を三浦東の豊浦に移転。
- 1955年（昭和30年）3月31日 - 高光村と同時に宇和島市へ編入され、三浦村は自治体としては消滅。

```
三浦村の系譜
（町村制実施以前の村）（明治期）　　　　　　（昭和の合併）　　　　　（平成の合併）
　　　　　　　　　　　町村制施行時
東三浦━━━━━━┓　　　　　　　　　　　　宇和島市に編入（昭和30年3月31日）
　　　　　　　　　┣三浦村  ━━━━━━━━━━━━━┓
西三浦━━━━━━┛　　　　　　　　　　　　　　　　　┃
　　　　　　　　　　　　　　　　　　　　　　　 　　   ┃　　　　　　　き
　　　　　　　　　　宇和島町━━━┳━┳宇和島市━┳━╋━┳━━━━━┳━━━━┓
　　　　　　　　　　丸穂村━━━━┛あ┃い　　　　┃え┃　┃お　　    ┃　　　　┃
　　　　　　　　　　八幡村━━━━━━┛　　　　う┃　┃　┃　　　    ┃　　　　┃
　　　　　　　　　　九島村━━━━━━━━━━━━┛　┃　┃　　　　　┃　　　　┃
　　　　　　　　　　高光村━━━━━━━━━━━━━━┛　┃　　　　  ┃　　　　┃
　　　　　　　　　　来村　━━━━━━━━━━━━━━━━┛　　　　　┃　　　　┃
　　　　　　　　　　下波村━━━━━━━━━━━━━━━━━┓　　　　┃　　　　┃
　　　　　　　　　　蒋淵村━━━━━━━━━━━━━━━━━┫か　　　┃　　　　┃
　　　　　　　　　　遊子村━━━━━━━━━━━━━━━━━╋宇和海村┛　　　　┃
　　　　　　　　　　戸島村━━━━━━━━━━━━━━━━━┫　　　　　　　　　┃新設
                    日振島村━━━━━━━━━━━━━━━━┛　　　　　　　　　┃合併
　　　　　　　　　                                                      　　　　┃平成17年8月1日
　　　　　　                                                        　　　　　　┣宇和島市 (新)
　　　　　　　　　　　　　　　　　　　　　吉田町━━━━━━━━━━━━━━━━┫
　　　　　　　　　　　　　　　　　　　　　三間町━━━━━━━━━━━━━━━━┫
　　　　　　　　　　　　　　　　　　　　　津島町━━━━━━━━━━━━━━━━┛

あ - 大正6年5月1日丸穂村編入、い - 大正10年8月1日八幡村と対等合併・市制施行、う - 昭和9年9月1日九島村編入、
え - 昭和30年3月31日三浦村・高光村編入、お - 昭和32年1月1日来村編入
か - 昭和33年4月1日新設合併により宇和海村成立
き - 昭和49年4月1日宇和海村を編入
（注記）「宇和島町」以下の合併以前の系譜はそれぞれの町村の記事を参照のこと。

```

## 地域
もともと三浦東と三浦西とが明治の初めに一体となったもの。合併成立に際して大字はつけなかった。当初は三浦西の旧庄屋・田中家を役所とした。1894年（明治27年）に役場を三浦東の豊浦に移転。
宇和島市に編入後は、三浦東及び三浦西がそれぞれ町名になった。
尾崎鼻を境として東西に2つの入り江があり、西に安米（あこめ）、大内、尾崎（おざき）の3つの集落が、東には豊浦（とよのうら）、天満（てんま）、船隠（ふなかくし）の3集落がある。
昭和25年に621世帯、人口3572人。

## 産業
農業
半農半漁であり、段々畑を利用して米、麦、豆類、甘藷芋などを産する。近隣の他の村に比べると、漁業の比重が低かった。昭和初期に桑の栽培が盛んに営まれたが戦後の食糧難の時期にほとんど消滅してしまった。その代わり、昭和30年代に大内地区を手始めに柑橘栽培が導入された。
漁業
網元による鰯網漁を伝統的に営んできた。昭和30年代に入り、不漁で廃業した。その代わり、昭和30年代以降、真珠。真珠母貝養殖が導入し、主力産業へと変遷をなし遂げた。

## 交通
県道が海岸線に沿って走っている。現在では無月トンネルの開通（昭和57年）など改良が進み、交通条件は改善されている。
鉄道はない。

## 民俗・文化
- 天満神社の祭礼
- 旧田中家史料 - 当村を治めた庄屋

## 出身者
- 田中九信 - 旧庄屋・田中家出身で医療の普及に力を尽くした。